# 休伯特·吉勞特
休伯特·吉勞特（法語：Hubert Girault，1957年2月13日—）是一位瑞士化学家，为洛桑联邦理工学院教授和分析和物理化学实验室负责人。研究领域包括软界面电化学、芯片实验室技术、生物分析化学、质谱、仿生水裂解、二氧化碳还原和液流电池。
Girault教授迄今为止已发表论文超500篇并被引用超过15000次，H指数63，发行专利17项(包括静电喷雾离子化方法开发)，并著有法语教材《分析和物理电化学》(Electrochimie: Physique et Analytique)，现已翻译成英文版本。此外，他还被聘为中国上海复旦大学创新科学仪器教育部工程研究中心客座教授，並曾分別擔任卡尚高等师范学院（法国巴黎）、东京大学（日本）、复旦大学和厦门大学（中国）访问教授。

## 学术生涯
Hubert Girault 于1979年取得法国格勒诺布尔理工学院化学工程学院工程学士学位并于1982年在英国南安普敦大学完成哲学博士论文《基于液滴图像处理技术的界面研究》。1985年在南安普敦大学完成博士后研究后，他进入爱丁堡大学担任物理化学讲师并于1992年被洛桑联邦理工学院聘为物理化学教授至今。期间，他成立了分析和物理电化学实验(Laboratoire d’Electrochimie Physique et Analytique)。他于1995-1997年以及2004-2008年期间两次任职为化学系(现为化学与工程学院)主任；并于1997-1999年以及2001-2004年期间两次被聘为化学教育委员会主任，负责EPFL化学与化工相关的教学工作。
Hubert Girault在1999-2000年和2011-2014年间分别担任了洛桑联邦理工学院化学系博士生培养项目负责人，和本科与硕士研究生院院长。在担任院长期间，他对教学系统进行了全面的革新并在2013年九月开始推行新的课程体系。该课程体系引入了新颖的首年学习计划，规定了所有理科与工科学生需研修三分之二的共同课程，将课程学习、课后练习与实验室实践紧密相结合。此外，他还参与硕士研究生教学改革相关工作、引入大型开放式网络课程体系(MOOCs)，主持本科、硕士研究生招生委员会工作，并提出一系列用于提高教学质量的措施，例如在每一个学科分支都特别设定了学术委员会用于对所有课程进行年度审核。
任职期间，他指导了共超过50个哲学博士及10多个在读博士生，并培养了多位博士后。其中，25位哲学博士或博士后现已成为世界各国的教授，在包括加拿大，中国，丹麦，法国，爱尔兰岛，日本，大韩民国，新加坡，英国和美国等多个国家从事科学研究工作。除学术研究外，他还一直致力于教学工作并根据课程内容著成法语教材《分析和物理电化学》 (Electrochimie Physique et Analytique)，现已译成英文并发行了第三版。
Hubert Girault 始终对学术论文的发表兴趣浓厚。1996-2001年期间， 他担任了当时电化学领域主要参考期刊《电分析化学》(Journal of Electroanalytical Chemistry) 杂志副主编。他也是罗马德斯大学出版社副社长。此外，他还受聘为瑞士理工大学出版社副主席及多个杂志编委。目前，他担任了英国皇家化学学会《化学科学》(Chemical Science) 期刊副主编。2009-2010年间，他担任欧洲化学科学会（EUCHEMS）电化学分部主席，并于2014年主持了在瑞士洛桑举办的国际电化学学会年会。

## 商务实业
Hubert Girault教授曾出任三家公司的资金总监，分别是
- Dydropp（1982年成立，1986年解体），生产视频数字化元件用于表面张力测试；
- Ecosse Sensor（1990年成立，已被美国因弗内斯医疗科技公司收购），制作光刻蚀碳电极用于检测重金属；
- 及DiagnoSwiss（1999年成立），开发快速免疫检测体系。

## 荣誉奖项
Hubert Girault教授迄今为止已发表论文超450篇并被SCI刊物引用超过15000次，H指数（H index）达到63。
他于2006年获英国皇家化学学会法拉第奖章 (Faraday Medal) ；2007年当选为国际电化学学会会员；2009年当选为英国皇家化学学会会员；2008-2010年被中国教育部授予“111计划”访问教授奖；2015年荣获美国电分析化学学会赖利奖章（Charles N. Reilley Award）。

## 当前科研项目

### 软界面电化学
Hubert Girault教授对液-液界面上的分子与纳米材料自组装以及软界面上的基础电化学研究颇有兴趣。